# Frans van Tassis (1521-1543)
Frans II van Tassis, ook François de Tassis en Francesco de Taxis (Mechelen, ca. 1521 – Brussel, 1543) leidde twee jaar lang het postbedrijf van de familie Tassis vanuit Brussel.

## Leven
Hij was een jongere zoon van Jan Baptist van Tassis en Christina van Wachtendonck. Na de dood van zijn vader in 1541 nam hij de fakkel over aan het hoofd van de familiale posterijen. In zijn testament had Jan Baptist het bestuur van de Antwerpse post aan Antoon van Tassis toevertrouwd, voor zover deze de leiding van zijn halfbroer Frans II over de Compagnia zou erkennen en rekenschap aan hem afleggen.
Op 9 februari 1542 sloot Frans met zijn broer Rombaut, correyo major in Spanje, en met zijn oom Simon, postmeester in Milaan, een overeenkomst over de verdeling van taken en frankering.
Hij stierf eind december 1543 op 22-jarige leeftijd, en werd bijgezet in de Zavelkerk. Zeer snel na zijn dood, op 31 december 1543, stelde keizer Karel V de volgende broer Leonard aan tot chief et maistre general des postes.

## Voetnoten
1. ↑  Op dit leeftijdsgegeven is zijn approximatieve geboortejaar gebaseerd.